# Francisco López Alfaro
Francisco Javier López Alfaro, noto solo come Francisco, (Siviglia, 1º novembre 1962), è un allenatore di calcio ed ex calciatore spagnolo, di ruolo centrocampista.

## Carriera

### Giocatore

#### Club
Esordisce nella Primera División spagnola con la maglia del Siviglia nella stagione 1981-1982. Dopo nove stagioni e più di 250 presenze con la squadra andalusa, nel 1990 viene acquistato dall'Espanyol, dove rimane sette stagioni e vi conclude la carriera dopo altre 200 partite nel massimo campionato spagnolo.

#### Nazionale
Ha totalizzato 20 presenze con la Nazionale di calcio spagnola, esordendo nella partita Spagna-Austria (0-0) del 27 ottobre 1982. È stato anche convocato sia per il Campionato europeo di calcio 1984 che per il Campionato mondiale di calcio 1986.

### Allenatore
Dopo aver appeso le scarpe al chiodo, intraprende l'attività di allenatore in società della categorie minori, giungendo in seguito ad allenare in prima divisione con il Numancia, avventura terminata con un esonero. La sua carriera prosegue quindi nuovamente in società meno conosciute.

## Palmarès

### Giocatore

#### Competizioni nazionali
- Segunda División: 1

Espanyol: 1993-1994